# Großsteingräber bei Möckern
Die Großsteingräber bei Möckern waren mehrere megalithische jungsteinzeitliche Grabanlagen unbekannter Zahl bei Möckern im Landkreis Jerichower Land, Sachsen-Anhalt. Alle wurden wohl spätestens im 18. Jahrhundert zerstört. Von zwei Gräbern scheinen noch Reste vorhanden zu sein, die als Bodendenkmal unter Denkmalschutz gestellt wurden.

## Lage
Die Lage der meisten Gräber lässt sich nicht mehr bestimmen. Lediglich der ursprüngliche Standort eines einzelnen Steins, der die großen Abräumarbeiten überstanden hatte, ist bekannt. Dieser lag an der Grenze zwischen Möckernmark und Zeddenick auf dem einstigen Möckernschen Kirchacker. Die Reste zweier weiterer Gräber befinden sich südlich von Möckern in der Nähe der L60.

## Forschungsgeschichte

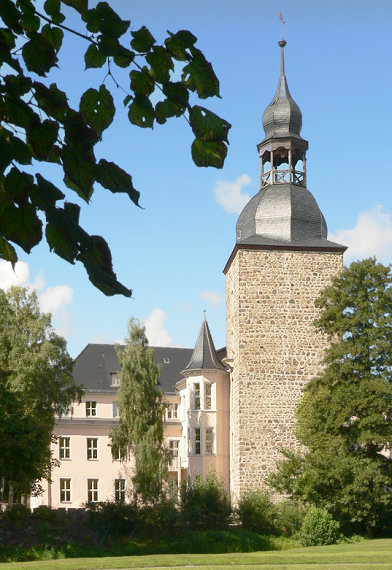
Die meisten Gräber wurden für den Neubau von Schloss Möckern zerstört.

Erstmals dokumentiert wurde die einstige Existenz von Großsteingräbern bei Möckern durch Joachim Gottwalt Abel, der zwischen 1755 und 1806 Pastor in Möckern war. Dieser hinterließ hierüber nur handschriftliche Aufzeichnungen, die 1928 durch Ernst Herms publiziert wurden. Zur Zeit von Abels Untersuchungen waren die Gräber bereits annähernd vollständig abgetragen worden. Christian Wilhelm von Münchhausen, zwischen 1710 und 1742 Besitzer der Herrschaft Möckern, hatte die großen Steine aus den Feldern im Umkreis der Stadt für den Neubau des Schlosses und eines benachbarten Gebäudes verwendet. Die beiden in Resten erhaltenen Anlagen sind bislang nur in der Bodendenkmalliste des Landes Sachsen-Anhalt aufgeführt, aber nicht in wissenschaftlicher Literatur beschrieben.

## Beschreibung
Den einzigen Rest der ursprünglich vermutlich zahlreichen Gräber, den Abel noch feststellen konnte, war der sogenannte Breitenstein oder Güntherstein. Nach seiner Ansicht rührte der Name wohl von Günther von Lindau her. Der Stein hatte eine Höhe von 3,5 Fuß, eine Länge von 8 Fuß und eine Breite von 4,5 Fuß. Bei einer Nachuntersuchung durch Herms war auch dieser Stein verschwunden.
Unweit des Steins wurden nach Abels Angaben Keramikgefäße („Urnen“) und zwei durchlochte Steinscheiben gefunden. Bei letzteren handelte es sich nach Herms wahrscheinlich um Ober- und Unterteil einer Handmühle.
Bei den beiden südlich von Möckern gelegenen Anlagen handelt es sich um unklare Hügelstrukturen, die von Steinen umkränzt sind. Sie scheinen ergraben worden zu sein, was eine Rekonstruktion ihres ursprünglichen Aussehens kaum möglich macht.